# Universo PK
Universo PK är en italiensk science fiction/superhjälte-Disneyserie, och en reboot av PKNA. Den skrevs av Tito Faraci, tecknades av Vitale Mangiatordi och Paolo De Lorenzi, och gavs ut av Panini Comics i tidningen Paperinik Appgrade mellan den 5 januari 2014 i nummer 16 och den 5 maj samma år i nummer 20. Serien är fem avsnitt lång.

## Handling
Universo PK handlar om superhjälten Stål-Kalle, Kalle Ankas alter ego. Serien är baserad på början av PKNA - Paperinik New Adventures, men utspelar sig i ett alternativt universum där Stål-Kalle inte träffar Ettan.

## Avsnitt
| Titel                  | Första publicering | Första utgivningsdatum | Manus       | Teckning                              | Inducks    |
| ---------------------- | ------------------ | ---------------------- | ----------- | ------------------------------------- | ---------- |
| Arrivano i mostri!     | PK Appgrade #16    | 5 januari 2014         | Tito Faraci | Vitale Mangiatordi                    | I PKA 16-1 |
| Dura è la notte        | PK Appgrade #17    | 5 februari 2014        | Tito Faraci | Paolo De Lorenzi                      | I PKA 17-1 |
| Tempo da perdere       | PK Appgrade #18    | 5 mars 2014            | Tito Faraci | Vitale Mangiatordi                    | I PKA 18-1 |
| Non è mai troppo tardi | PK Appgrade #19    | 5 april 2014           | Tito Faraci | Paolo De Lorenzi                      | I PKA 19-1 |
| Tornando indietro      | PK Appgrade #20    | 5 maj 2014             | Tito Faraci | Paolo De Lorenzi & Vitale Mangiatordi | I PKA 20-1 |